# Kaïlé Auvray
Kaïlé Auvray (Caen, 27 de mayo de 2004) es un futbolista francés, nacionalizado estadounidense y trinitense, que juega en la demarcación de extremo para el Cavalier F. C. de la Liga Premier Nacional de Jamaica.

## Selección nacional
Tras jugar en varias categorías inferiores de la selección, y jugar un partido con la selección de Saint-Martin, finalmente hizo su debut con la selección de Trinidad y Tobago el 11 de marzo de 2023 en un encuentro amistoso contra Jamaica que finalizó con un resultado de 0-1 a favor del combinado trinitense tras un gol de Reon Moore.

## Clubes
| Club                    | País           | Año       | Partidos | Goles |
| ----------------------- | -------------- | --------- | -------- | ----- |
| Lille O. S. C. II       | Francia        | 2021-2022 | 2        | 0     |
| Minnesota United FC 2   | Estados Unidos | 2022      | 0        | 0     |
| Sporting Kansas City II | Estados Unidos | 2023      | 0        | 0     |
| Mount Pleasant FA       | Jamaica        | 2023-2024 | 15       | 2     |
| Cavalier F. C.          | Jamaica        | 2024-     | 45       | 3     |

## Palmarés

### Torneos internacionales
| Título                           | Equipo         | Sede     | Año  |
| -------------------------------- | -------------- | -------- | ---- |
| Copa Caribeña de Clubes Concacaf | Cavalier F. C. | Santiago | 2024 |